# Ubbe
Ubbe (norrønt Ubbi, død 878) var en viking i 800-tallet, og en af lederne af den store hedenske hær, der invaderede angelsaksisk England i 860'erne.
I 865 ankom den store hedenske hær, tilsyneladende under ledelse af Ivar Benløs, og overvintrede i Kongeriget East Anglia, før de invaderede og ødelagde Kongeriget Northumbria. I 869, efter at være blevet afværget af Mercia, erobrede vikingerne East Anglia, og i denne proces dræbte de Edmund Martyren, der senere blev gjort til helgen. Der er ikke nogle af de næsten samtidige kilder, som specifikt kæder Ubbe sammen med dette krigstogt, og nogle af de senere, mindre pålidelige kilder associerer ham dog med legenden om Edmunds martyrium. Med tiden blev Ivar og Ubbe betragtet som arketypiske vikinger og modstandere af kristendommen. Ubbe optræder i adskillige tvivlsomme hagiografiske beretninger af angelsaksiske helgener. Ikke-samtidige kilder associerer Ivar og Ubbe med legenden om sagnkongen Regnar Lodbrog. Der er ikke nogen grund til at tro at Edmunds kult blev påvirket til at inkorporere de skandinaviske bosættere, men legenden om Regnar Lodbrog kan stamme for forsøg på at beskrive, hvorfor de bosatte sig. Ubbe er stort set ikke-eksisterende i den islandske tradition med Regnar Lodbrog.